# Tarachodes gilvus
Tarachodes gilvus es una especie de mantis de la familia Tarachodidae.

## Distribución geográfica
Se encuentra en Arabia Saudita, Camerún, Congo,  Sudán, Chad y en Uganda.